# Festos

Mapa de la Creta minoica

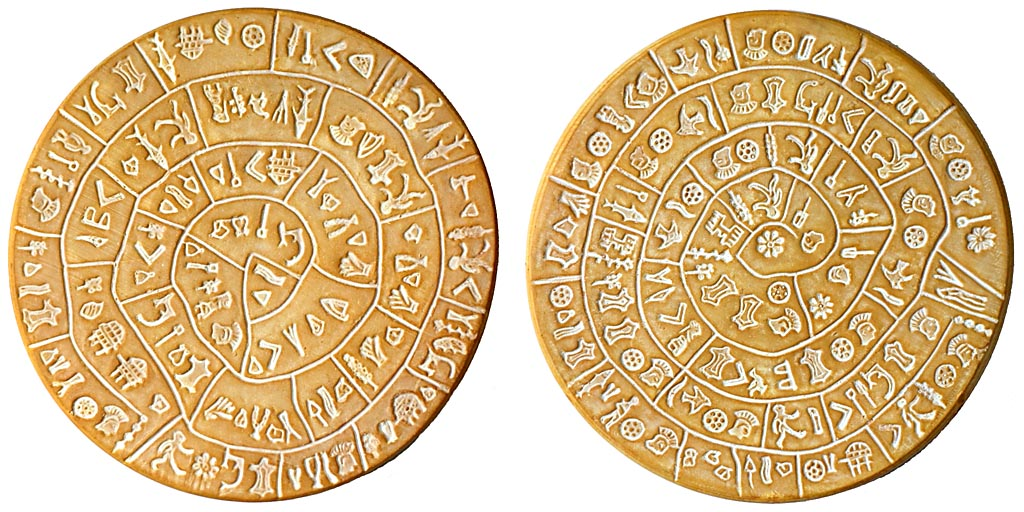
El disc de Festos

Festos (potser PA-I-TO en lineal A; grec Φαιστός AFI [fes'tos]), també Faistos i Fest, fou un dels principals centres de la civilització minoica i la més rica i poderosa ciutat del sud de Creta. Està situada al sud de l'illa, prop de la costa, i al sud-oest de Càndia. Era propera també a Gortina. Ara és un municipi de la Unitat perifèrica d'Iràklio, a l'illa de Creta, establert per la reforma del pla Kalikratis.
El seu nom, segons la llegenda, derivaria de Festos, el fill d'Hèracles que va succeir Ianisc en el tron de Sició, i després, per ordre d'un oracle, va emigrar a Creta, on va fundar la ciutat que porta seu nom. Va tenir un fill anomenat Ròpal. Sembla que el seu nom figurava en la genealogia cretenca de Pausànies en comptes del déu Hefest, introduït en el seu lloc per un error de l'escrivà.
El port de la ciutat es deia Matalum, situat a més distància de la que hi havia a la costa en línia recta. És una de les ciutats més antigues de l'illa. Homer ja la menciona al "Catàleg de les naus" de la Ilíada i diu que era una ciutat populosa.
Fou habitada des del Neolític i va subsistir com a estat fins al període dels palaus minoics, al segle XV aC. La ciutat minoica ocupa una gran extensió, a la rodalia del palau. Aquest fou destruït al segle XV aC, però la ciutat romangué habitada fins almenys al segle VIII aC. Més tard, es va construir al sud del vell palau l'anomenat temple de Rhea i sorgí una ciutat hel·lenística, que fou també molt pròspera; restes de cases d'aquest període encara es conserven a l'oest del palau. A la meitat del segle II aC, la ciutat fou destruïda per la veïna Gortina, que va annexionar-se'n el territori.
A la regió de Festos, queden algunes restes de la presència veneciana durant l'edat mitjana.
Ja en temps moderns, l'excavació arqueològica del lloc començà el 1884 a mans d'en F. Halbherr i fou continuada per l'escola arqueològica italiana d'Atenes (dirigida per en F. Halbherr i en L. Pernier) el 1900-1904 i per Doro Levi el 1950-1971. L'antic palau, el barri reial i els magatzems del palau nou foren descoberts. Les ciutats minoica i hel·lenística han estat trobades a Chalara i a Agia Photeini, respectivament, al sud-est i nord-est del palau. A l'oest del palau, hi ha l'església veneciana de Sant Jordi de Falandra, prop del jaciment arqueològic d'Agia Triada i de Matala.